# یواس‌اس کولیر (۱۸۶۴)
یواس‌اس کولیر (۱۸۶۴) (به انگلیسی: USS Collier (1864)) یک کشتی بود که طول آن ۱۵۸ فوت (۴۸ متر) بود. این کشتی در سال ۱۸۶۴ ساخته شد.